# 予測微生物学
予測微生物学（よそくびせいぶつがく、Predictive Microbiology）は、微生物の生物学的プロセスを数学的モデルやコンピュータシミュレーションを用いて予測し、理解する学問分野である。
食品安全性で広く応用されている。予測微生物学の研究は、微生物学、生物学、数学、統計学、物理学、化学、コンピューターサイエンスなどの複数の学術分野と関連している.。

## 目的と応用
予測微生物学の主な目的は、以下の通りである。
1. 微生物の成長や減少を予測し、食品の品質や安全性を向上させる。
2. 微生物による汚染のリスクを評価し、適切な管理策を立案する。
3. 微生物の生態学的な相互作用を解明し、人間の健康に対する影響を評価する。
4. 微生物を利用したバイオテクノロジーの応用や、新しい製品開発の効率化を図る。

予測微生物学の応用例としては、食品の賞味期限の設定、食品加工過程での微生物の増殖抑制、病原体の感染ルートの解明、抗生物質治療戦略の最適化、微生物を利用した環境浄化技術の開発などが挙げられる。

## 手法
予測微生物学では、様々な数学的モデルやアルゴリズムが用いられる。これらのモデルは、実験データや既存の知識に基づいて構築され、微生物の成長曲線、代謝産物の生成、病原体の感染力などのパラメータを予測するために使用される。代表的なモデルには、一次成長モデル、二次成長モデル、Gompertzモデル、Baranyiモデルなどがある。また、微生物の生態学的な相互作用や環境要因への適応を予測するために、動的シミュレーションや系内生態学モデル、代謝ネットワークモデルなどの複雑な手法も用いられる。これらの手法は、微生物間の競争や共生、抗生物質耐性の進化、生態系における微生物の役割などを理解するのに役立つ。
さらに、機械学習や人工知能（AI）技術が予測微生物学に取り入れられることも増えている。これにより、大量のデータからパターンを見つけ出し、より正確な予測モデルを構築することが可能となっている。ディープラーニングやサポートベクターマシン、ランダムフォレストなどのアルゴリズムが、微生物の振る舞いやプロセスの予測に応用されている。

## 課題と今後の展望
予測微生物学は、未だ発展途上の分野であり、いくつかの課題が存在する。例えば、微生物の多様性や複雑な生態系への適応を正確に予測することは難しい。また、数学的モデルやシミュレーションが現実の状況を完全に再現できない場合もある。
しかしながら、次世代シーケンシング技術の進展やAI技術の発展により、予測微生物学の精度と応用範囲は今後さらに向上すると期待されている。これにより、微生物に関連する問題の解決や未来のリスクの回避に寄与する可能性がある。研究者たちは、予測微生物学の進展によって、食品安全、環境保護、医療、バイオテクノロジーなど、多くの分野でより効果的な対策や革新的な解決策を提案できるようになることを目指している。